# Університет оборони (Белград)
Університет оборони (серб. Универзитет одбране) — вищий навчальний заклад, який знаходиться в Белграді. Готує кадри для збройних сил Сербії. Заснований 2011 року.